# Jean-Pierre Claris de Florian

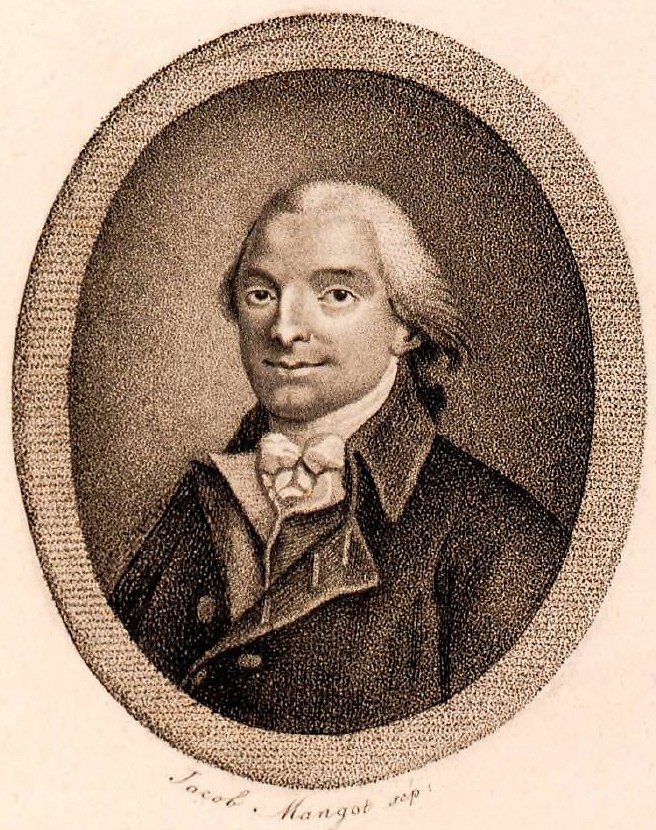
Jean-Pierre Claris de Florian door Joseph-Marie Flouest (1747−1833)

Jean-Pierre Claris de Florian (Sauve, 6 maart 1755 - Sceaux, 13 september 1794) was een Frans dichter, schrijver van fabels en romans, lid van de Académie française.

## Levensloop
Behorende tot de adellijke familie Claris en voorbestemd tot de militaire stand, bracht hij zijn jeugd door in het kasteel Florian, dicht bij Sauve. Zijn moeder, een Catalaanse, overleed toen hij nog kind was, net zoals zijn vader. Een oom van hem was getrouwd met een nicht van Voltaire en in juli 1765 werd Jean-Pierre aan de beroemde schrijver voorgesteld. Het is bij die oom dat hij ging wonen in Parijs en er zijn opvoeding genoot.
In 1768 werd hij page bij de hertog van Penthièvre. Hij studeerde aan de artillerieschool in Bapaume en werd officier in het dragonderregiment de Penthièvre. Het garnizoenleven beviel hem niet en hij volgde de hertog van Penthièvre in Parijs en in Anet, wat hem toeliet zich volledig aan de letterkunde te wijden.
Vanaf 1786 maakte hij deel uit van de kring rond gravin Adélaïde Lalive de La Briche. Men zegt dat hij op haar verliefd werd.

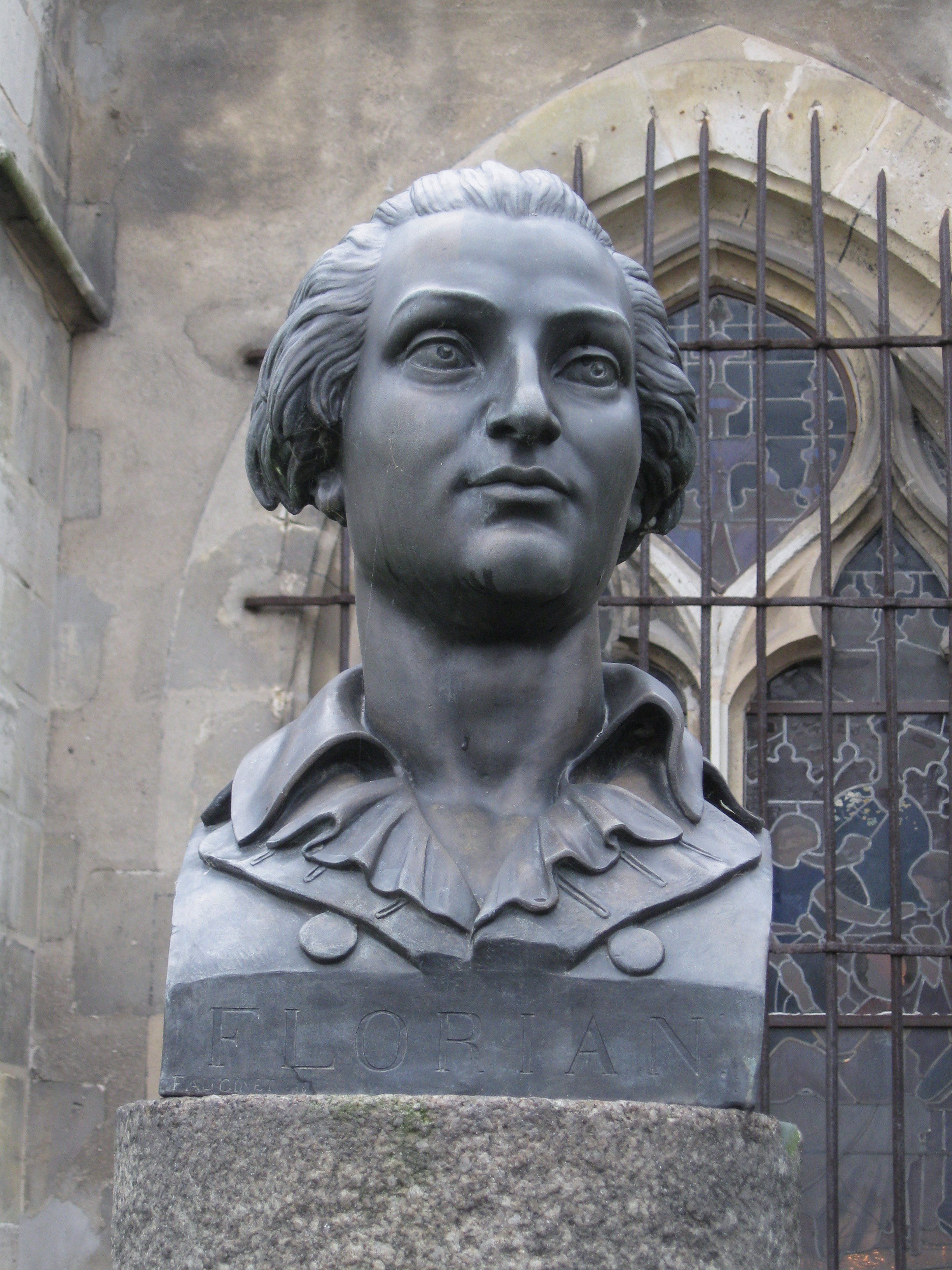
Jacques-Auguste Fauginet, Buste van Florian, Sceaux, jardin des Félibriges.

In 1788 werd hij tot lid verkozen van de Académie française. In 1779 werd hij lid van de vrijmetselaarsloge les Neufs Soeurs. 
De revolutie van 1789 deed hem Parijs ontvluchten en hij ging in Sceaux wonen. Hij keerde vervolgens naar Parijs terug en huisde er in een klein appartement.
Hoewel hij bevriend was met de revolutionair François-Antoine de Boissy d'Anglas, werd hij gearresteerd en als edelman beschuldigd. Na de val van Robespierre kwam hij vrij, maar kort daarop overleed hij plots, waarschijnlijk als gevolg van zijn gevangenschap die zijn tuberculose had verergerd.

## Publicaties

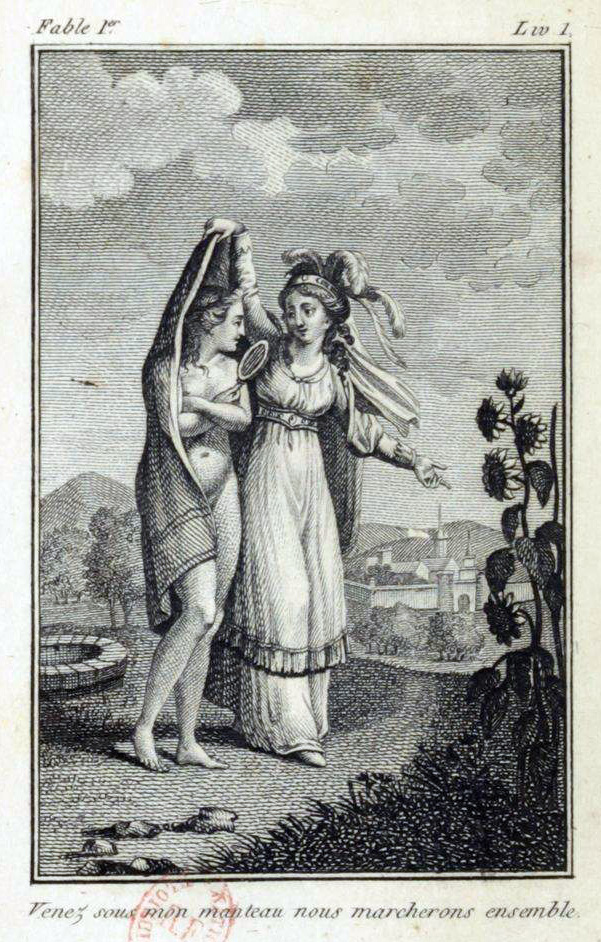
Illustratie van « La fable et la Vérité ». Tekening door Joseph-Marie Flouest

### Fabels
- La fable et la vérité, 1792.
- Fables, 2009.

### Theater
- Les Deux Billets, 1779.
- Jeannot et Colin, 1780.
- Le Baiser ou La Bonne Fée, muziek door Stanislas Champein (1753-1830), opéra comique, 1781.
- Les Deux Jumeaux de Bergame, muziek door Marc-Antoine Desaugiers (1742-1793), 1782.
- La Bonne mère, 1785.
- Le Bon Ménage, 1786.

### Novellen
- Bliombéris, nouvelle française
- Pierre, nouvelle allemande
- Célestine, nouvelle espagnole
- Sophronime, nouvelle grecque
- Sanche, nouvelle portugaise
- Bathmendi, nouvelle persanne (1784)
- Nouvelles nouvelles, 1792
  - Selmours, nouvelle angloise
  - Sélico, nouvelle africaine
  - Claudine, nouvelle savoyarde
  - Zulbar, nouvelle indienne
  - Camiré, nouvelle américaine
  - Valérie, nouvelle italienne
- Rosalba, nouvelle sicilienne, postuum, 1800

### Pastorales
- Blanche et Vermeille, muziek Henri-Joseph Rigel (1741-1799), 1781.
- Numa Pompilius, 1786.
- Estelle et Némorin, 1788.
- Gonzalve de Cordoue, 1791.
- Ruth, 1784.
- Tobie, 1788.

### Sprookjes
- Les Muses
- Le Vizir
- Inès de Castro

### Varia
- Les plaintes de Marie-Stuart, en Le vieux Robin Gray, gedichten, op muziek door Jean-Paul-Égide Martini, 1780.
- Voltaire et le Serf du Mont Jura, 1782, bekroond door de Académie française.
- Galatée, roman, naar Miguel de Cervantes, 1783.
- Estelle, roman, 1788, muziek door François Devienne en door koningin Marie Antoinette (1755-1793).
- Don Quichotte, vrij vertaald, postuum, 1798.
- Guillaume Tell ou la Suisse libre, postuum, 1800.
- Eliézer et Nephtali, postuum, 1803.
- Mémoires d'un jeune Espagnol.

### Gezangen
- Le Nom de Frère, op de toon van La Carmagnole, hymne aan de vrijheid en de broederlijkheid.
- La Fuite inutile .
- La Triple alliance.

## Expositie
- Florian, sa vie, son œuvre… une évocation, bibliothèque municipale de la Ville de Sceaux, du 30 avril au 26 juin 1994.

## Citaten
Enkele fragmenten uit de fabels van de Florian behoren tot de algemene kennis, ook al weet men vaak niet dat ze uit zijn pen zijn gekomen. Enkele voorbeelden:
- Plaisr d'amour, ne dure qu'un moment, chagrin d'amour, dure toute la vie.
- Rira bien qui rira le dernier.
- Puis lui dit: chacun son métier, et les vaches seront bien gardées.
- Pour vivre heureux, vivons cachés.

## Iconographie
- Toegeschreven aan Jean-Étienne Liotard (1702-1789), Chevalier Jean-Pierre de Claris de Florian, Bulle (Fribourg).

- Bibsys: 90405809
- Biblioteca Nacional de España: XX887584
- Bibliothèque nationale de France: cb11902963q (data)
- Catàleg d'autoritats de noms i títols de Catalunya: 981058519983806706
- CiNii: DA04832661
- Digitale Bibliotheek voor de Nederlandse Letteren: clar024
- Gemeinsame Normdatei: 118684000
- International Standard Name Identifier: 0000 0001 2124 4109
- KulturNav: 397bf260-3725-47b9-8a96-40d093db6671
- Library of Congress Control Number: n82163158
- MusicBrainz: de05e2c9-31e1-4423-858d-a959f8c2494d
- Bibliotheek van het Japanse parlement: 00771551
- Nationale Bibliotheek van Tsjechië: jn19990002327
- Nationale bibliotheek van Australië: 35303941
- Nationale Bibliotheek van Israël: 987007261134105171
- Nationale en Universitaire bibliotheek Zagreb: 000590930
- Nederlandse Thesaurus van Auteursnamen: 06861246X
- Réseau des bibliothèques de Suisse occidentale: 02-A003248866
- Istituto Centrale per il Catalogo Unico: RAVV062838
- LIBRIS: 281689
- SNAC: w6np2r2c
- Système universitaire de documentation: 026867427
- Trove: 904554
- Virtual International Authority File: 24601427
- WorldCat: E39PBJjT3XC3Ck3hJVHy9J4rMP